# Citrulin
Citrulin (systematický název 2-amino-5-(karbamoylamino)pentanová kyselina) je α-aminokyselina, meziprodukt močovinového cyklu. Název je odvozen z latinského citrullus – vodní meloun, jelikož právě z něj byla tato látka roku 1914 poprvé izolována, test na její přítomnost byl vyvinut v roce 1930.
Citrulin je důležitým meziproduktem močovinového cyklu, v němž se v tělech savců přeměňuje amoniak na močovinu.

## Biosyntéza
Citrulin vzniká z ornitinu a karbamoylfosfátu v jedné z hlavních reakcí močovinového cyklu. Také se vytváří jako vedlejší produkt enzymatické tvorby oxidu dusnatého z argininu.

## Funkce
Některé bílkoviny obsahují citrulin jako výsledek posttranslačních modifikací. Tyto zbytky citrulinu se tvoří pomocí enzymů peptidylarginindeimináz (PAD), které přeměňují arginin na citrulin v procesu zvaném citrulinace.
Koncentrace citrulinu v krvi je ukazatelem funkčnosti střev.

## Využití ve sportu
Citrulin se mimo jiné hojně využívá ve sportu coby suplement k lepší tvorbě oxidu dusného, stimulaci růstového hormonu, snížení svalové bolesti, zlepšení výkonnosti sportovců a k napumpování svalů. Obvykle se dávkuje jako směs L-citrulinu a malátu (aniont kyseliny jablečné). Nejmenší prokázaná efektivní dávka L-citrulinu se pohybuje kolem hranice 3 g denně. Maximální efektivní dávka se pohybuje u 10 g. Dávkování se může měnit v závislosti na tělesné hmotnosti a zkušenostech cvičence.
Citrulin-malát bývá často zneužíván prodejci za účelem syntetického navýšení účinné látky. V této směsi se obvykle vyskytuje poměr 1:1 nebo 1:2 malátu ku citrulinu. Tudíž efektivní dávka citrulinu je dosažena až po konzumaci většího objemu citrulin-malátu.
Dávkování by v den tréninku mělo být hodinu před samotným tréninkem. Z tohoto důvodu to z něj dělá perfektní samostatný produkt a ne součást směsi, která obsahuje ještě jiné látky, které začínají působit za kratší dobu. Je to způsobeno tím, že trvá přibližně hodinu, než se citrulin přemění v arginin a z toho se vytvoří oxid dusnatý.
Citrulin bývá velmi často také dáván do souvislosti s argininem, neboť mají podobné účinky. Byly ale provedeny mnohé vědecké studie, které prokázaly, že citrulin má větší vliv na zvýšení hladiny argininu v těle než samotný arginin. Je tomu tak především proto, že citrulin se na arginin v těle rozkládá, a tudíž hladinu argininu zvýší na mnohem delší dobu.